# Schloss Hohenaschau

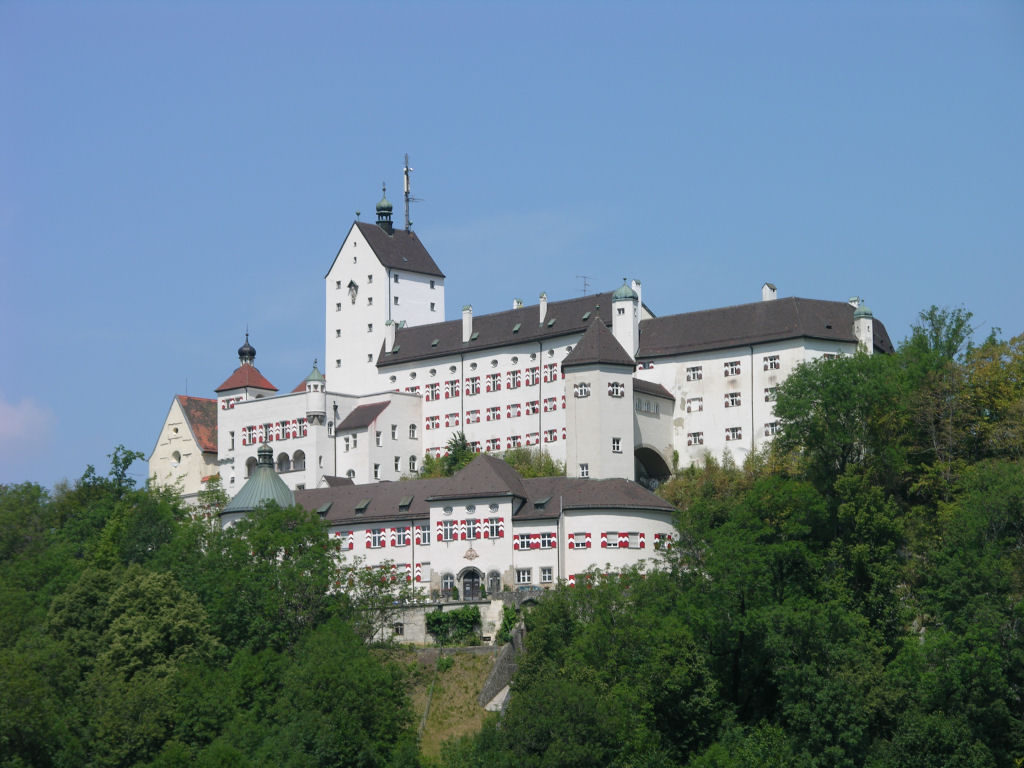
Schloss Hohenaschau

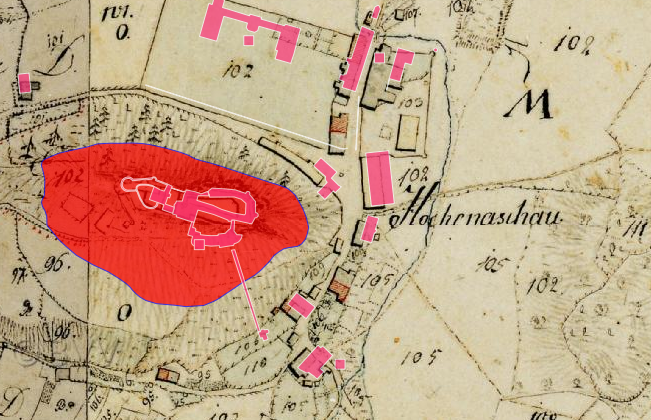
Lageplan von Schloss Hohenaschau auf dem Urkataster von Bayern

Das Schloss Hohenaschau ist ein aus einer Höhenburg entstandenes Schloss in der Gemeinde Aschau im Chiemgau nahe der bayerisch-tirolischen Grenze. Es liegt im Ortsteil Hohenaschau auf einem etwa 50 Meter hohen Felsrücken.
Über etwa sieben Jahrhunderte war es Sitz bedeutender adliger Dynastien und Zentrum der Herrschaft Hohenaschau. Ab dem letzten Drittel des 12. Jahrhunderts als mittelalterliche Ringburg auf einem Felsrücken im Priental entstanden, verlor die Burg im 18. Jahrhundert zunehmend an Bedeutung und verfiel. Nach dem Aussterben der letzten adligen Herrschaftsfamilie Mitte des 19. Jahrhunderts wechselte die Anlage mehrfach den Besitzer und wurde schließlich vom Industriellen Theodor Freiherr von Cramer-Klett als Landsitz seiner Familie erworben und vor allem von seinem Sohn zum Schloss umgestaltet. Heute befindet sich das Schloss im Eigentum der Bundesrepublik Deutschland und wird als Ferien- und Erholungsheim für Bedienstete der Bundesfinanzverwaltung genutzt.

## Gebäudekomplex

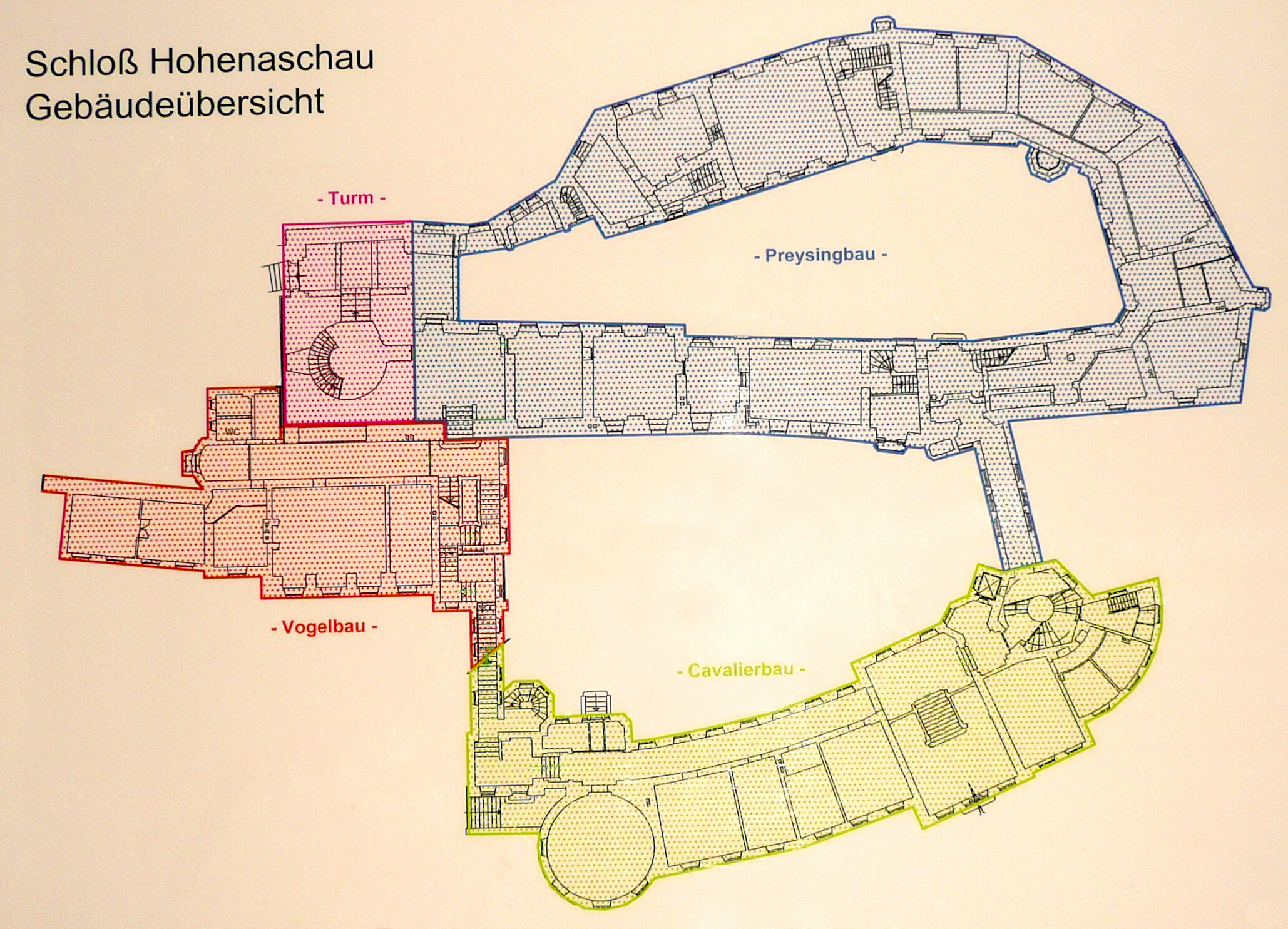
Grundriss der Ringburg und der späten Ergänzungen (Vorburg und Kapelle fehlen)

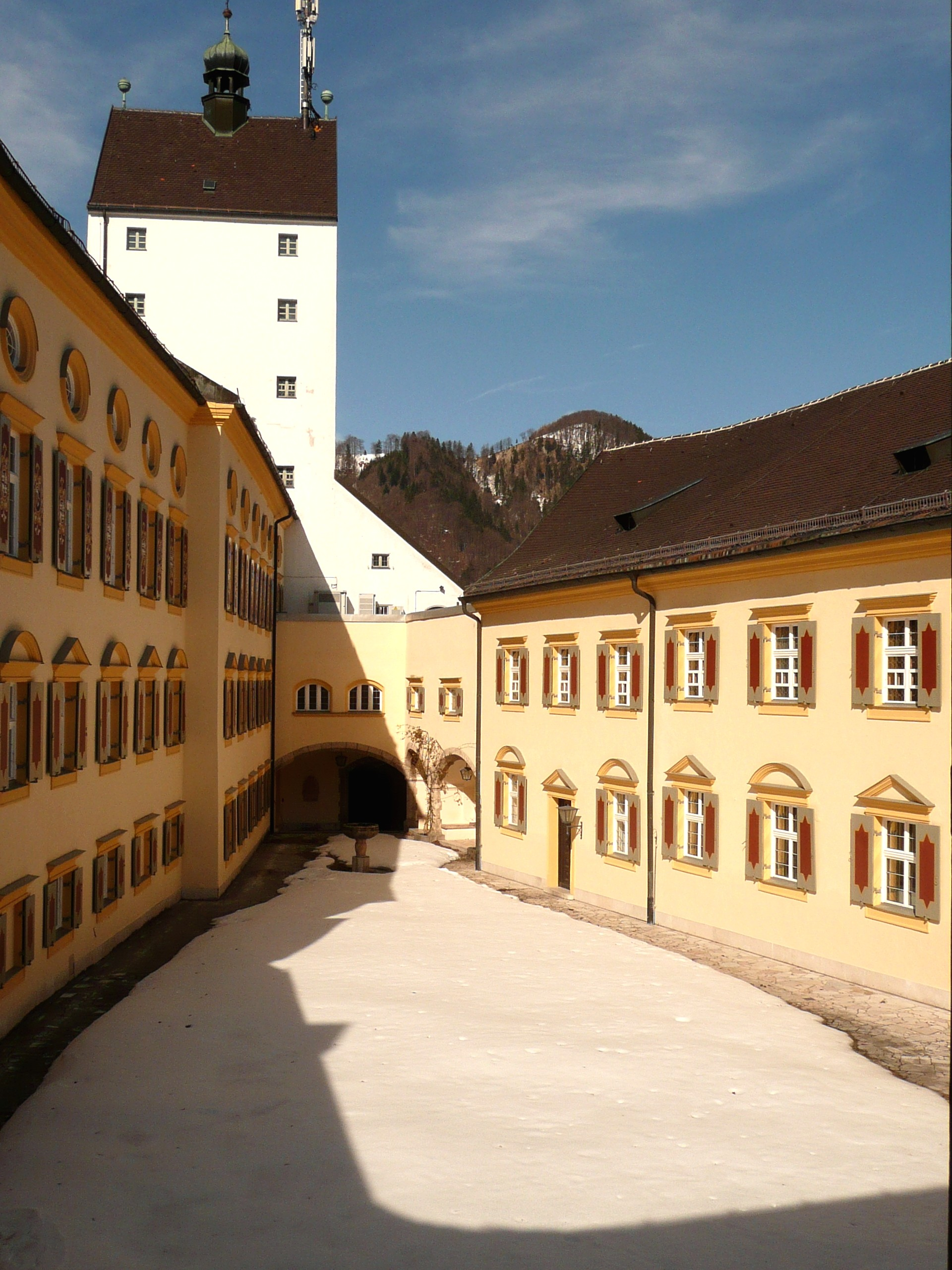
Innerer Burghof mit Blick zum Torturm

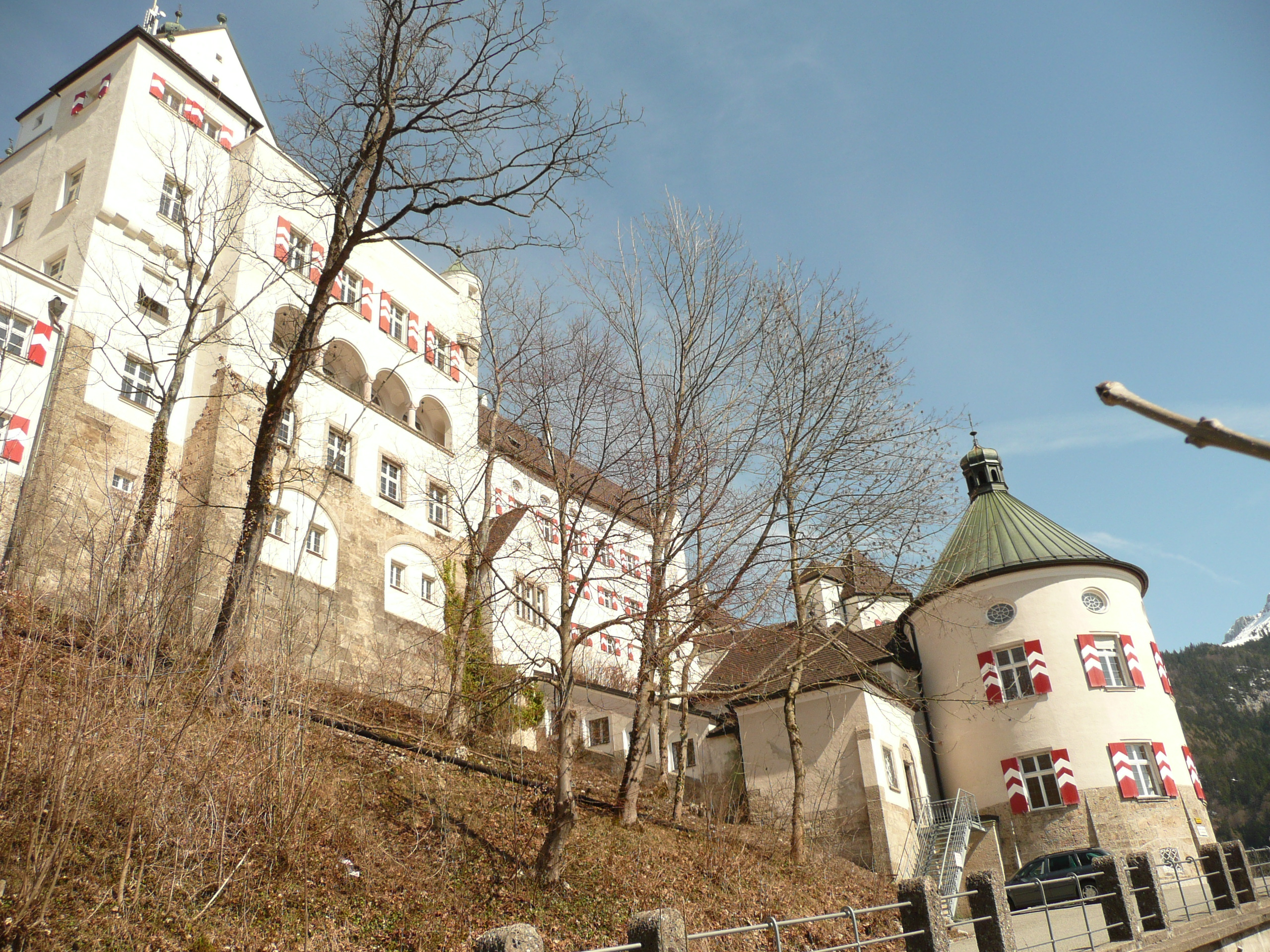
Vogelbau und Cavalierbau

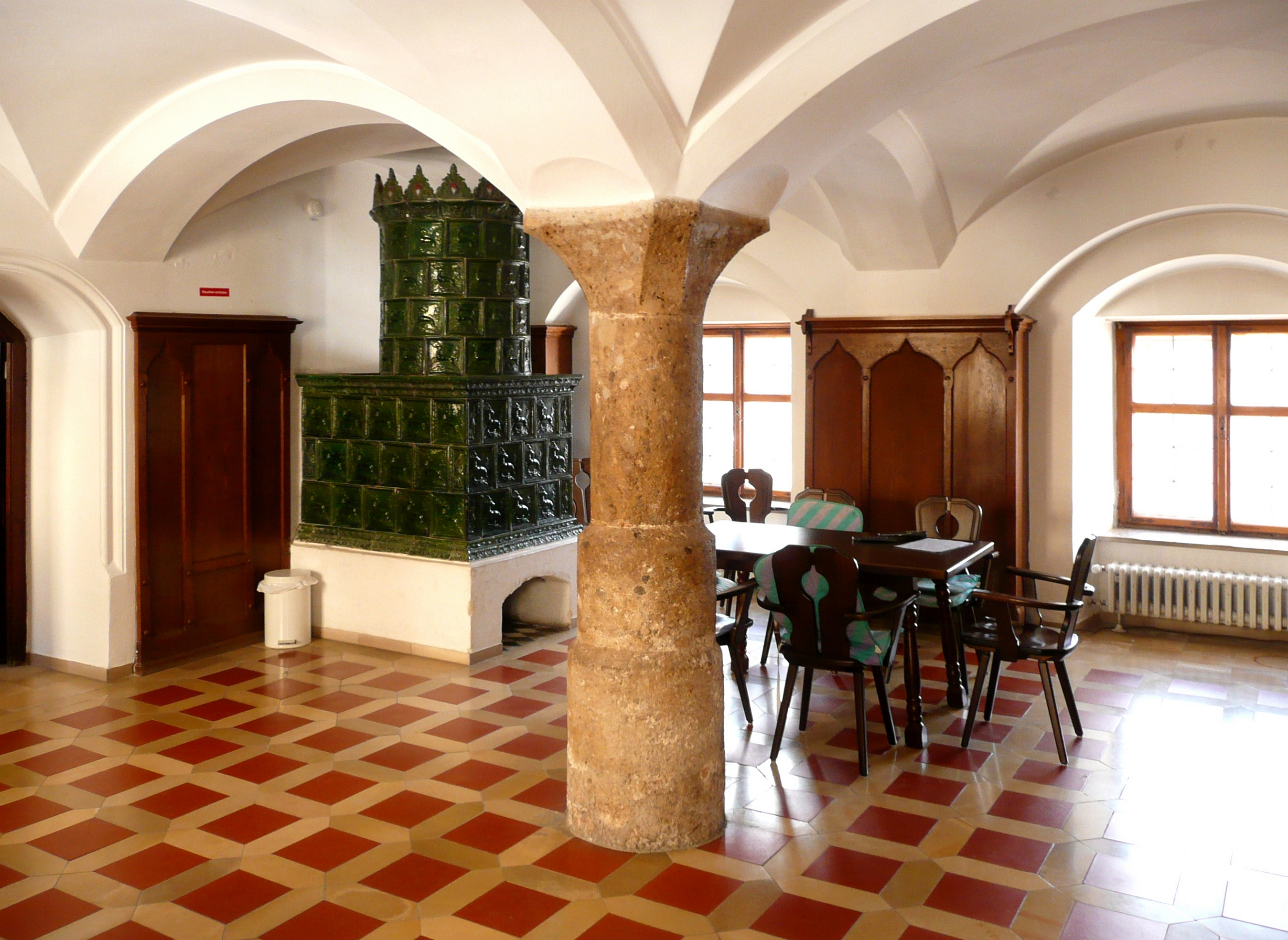
Eine der drei Gotischen Stuben

Die Anlage erstreckt sich in ungefährer Ost-West-Richtung auf dem Kamm eines im Priental freistehenden, etwa ovalen Felsrückens. Sie besteht in ihrem historischen Kern aus einem durchgehenden, meist zwei- bis dreigeschossigem Gebäudering aus verschiedenen Epochen. Im Westen der Anlage befindet sich der markante Turm neben der inneren Toranlage und der Reitertreppe zum oberen Burghof. Dieser inneren Burg vorgelagert befindet sich in einer Vorburg aus Wehrmauer mit Schießscharten, zwei kleinen halbrunden Bastionen und äußerer Toranlage die Kapelle mit Benefiziatenhaus (auch Mesnerhaus) und einem mittleren Tor. Die Burganlage ist vor allem auf der Nordseite und Teilen der Südseite bis unmittelbar an steile Felsabbrüche, teilweise sogar Überhänge des sich etwa 50 m über das Talniveau erhebenden Burgberges angebaut. Nach Westen fällt der Berg weniger schroff ab, sodass von dieser Seite auch die Zufahrt angelegt ist und die alten Wehranlagen der Vorburg zu finden sind.
Durch Größe und Ausstattung ragen einige Räumlichkeiten im historischen Teil der Burg hervor. Dies sind zum Beispiel der in dunklem Holz barock gestaltete Festsaal aus zwei verbundenen Räumen im Obergeschoss des Nordflügels mit darunter liegenden Speiseräumen der Herrschaft. Im Obergeschoss des Südflügels gelegen ist der aus drei durch Türen verbundenen Räumen bestehende „Ahnensaal“ mit einer Reihe überlebensgroßer Statuen. Darunter befinden sich die ehemaligen Wohn- und Essräume der Bediensteten, die sogenannten „Gotischen Stuben“.
Auf der Südseite wurde bei Umbauten Anfang des 20. Jahrhunderts der sogenannte „Vogelbau“ seitlich und unterhalb des Turmes mit Wohnräumen für die Familie der letzten privaten Eigentümer errichtet. Weiterhin wurde am Fuße eines Felsabhanges ein vorburgartiger zweigeschossiger Gästetrakt mit niedrigem Rundturm und neuem Zugang geschaffen, der einen weiteren Innenhof unvollständig einschließt. Von diesem als „Cavallierbau“ bezeichneten Gebäude besteht im Westen ein Treppenaufgang zum „Vogelbau“ und im Osten erhebt sich ein achteckiger Treppenturm mit eingebautem Aufzug bis zur Höhe der alten Burganlage. Über einen geschlossenen Übergang ist er mit der Ringburg verbunden. Außerdem wurde eine Standseilbahn von einer Talstation bis zum Untergeschoss des „Cavallierbaus“ gebaut. In der alten Ringburg wurden gleichzeitig neben anderen technischen Modernisierungen, Sanitäreinrichtungen, eine nach damaligem Stand moderne Küche (heute nicht mehr vorhanden) und ein Speisenaufzug zum Ahnensaal eingebaut.
Von der beweglichen Einrichtung und der Rüstkammer ist fast nichts mehr vorhanden. Das im Benefiziatenhaus und zwei Räumen der Ringburg eingerichtete Priental-Museum hat einige originale Exponate wie etwa zwei Kanonen und Mörser und das Richtschwert der Herrschaft Hohenaschau zusammengetragen. In den Gebäuden sind einige alte Wand- und Deckenverzierungen sowie eine Reihe alter Kachelöfen erhalten. Der Großteil der Fußböden und Wandoberflächen, einige Kachelöfen, ein Teil der Sanitäranlagen und der Beleuchtung stammen aus der Zeit des Aus- und Umbaus von 1905–08. Das Mobiliar, ein Großteil der Beleuchtung und des Schmucks der Räume ist modern oder aus staatlichen Beständen anderer Herkunft ergänzt. Das Schloss hat heute eine Öl-Zentralheizung, und zuletzt wurden Koch- und Sanitäranlagen für die Erholungsheimbewohner geschaffen.
Die Anlage ist unter der Aktennummer D-1-87-114-74 als denkmalgeschütztes Baudenkmal von Hohenaschau verzeichnet. Ebenso wird sie als Bodendenkmal unter der Aktennummer D-1-8239-0018 im Bayernatlas als „untertägige mittelalterliche und frühneuzeitliche Befunde im Bereich von Schloss Hohenaschau und seiner Vorgängerbauten“ geführt.

## Geschichte
Der Ausbau der Anlage ist eng mit den Vertretern der besitzenden Familien und der wirtschaftlichen Entwicklung des oberen Prientales verbunden. Militärische Angriffe erlebte die Burg erst, als derartige Burganlagen militärisch längst überholt waren. Aus der alten Burg wurde aber endgültig erst zu Beginn des 20. Jahrhunderts ein reines Wohnschloss.

### Gründung
Das Gebiet um Hohenaschau war seit 891 n. Chr. im Besitz des Erzstifts Salzburg. Um 1158 wurden die Salzburgischen Gebiete im Priental und die dortigen Besitzungen des Klosters Herrenchiemsee den Grafen von Falkenstein-Neuburg als Vögte übertragen. Diese übertrugen wiederum die Verwaltung des Gebietes als Untervögte den Herren von Hirnsberg.
Daraufhin verlegten etwa ab 1165 die Brüder Konrad und Arnold von Hirnsberg ihren Stammsitz von der Burg Hirnsberg in das obere Priental und ließen dort als erste Teile der Burg wahrscheinlich einen Palas, Turm und Ringmauer errichten. Um 1170 wird das Castro Aschawe im Codex Falkensteinensis urkundlich erwähnt. In der Folge nannte sich das Geschlecht der Hirnsberger nun Aschauer.
Auch in den Wirren um den Untergang des Geschlechtes der Falkensteiner gelang es den Herren von Hohenaschau, die Hoheitsrechte wie das Recht der Hoch- und Blutgerichtsbarkeit, die aus der Zugehörigkeit zu Salzburg herrührten, zu bewahren. Anfang des 14. Jahrhunderts gerieten die Aschauer in wirtschaftliche Schwierigkeiten, aus denen sich der letzte Aschauer nur durch die Verheiratung seiner Tochter noch im Kindesalter mit dem bürgerlichen Friedrich von Katzenberger zu befreien können glaubte. Auch diese als Mautner von Burghausen zu großem Wohlstand gelangte Familie verarmte jedoch rasch und starb 1382 aus. Dadurch gelangte die Burg in den Besitz des Schwiegersohns Konrad Freiherr von Freyberg, der bereits 1374 zum Miteigentümer ernannt worden war.

### Herrschaft der Freyberger

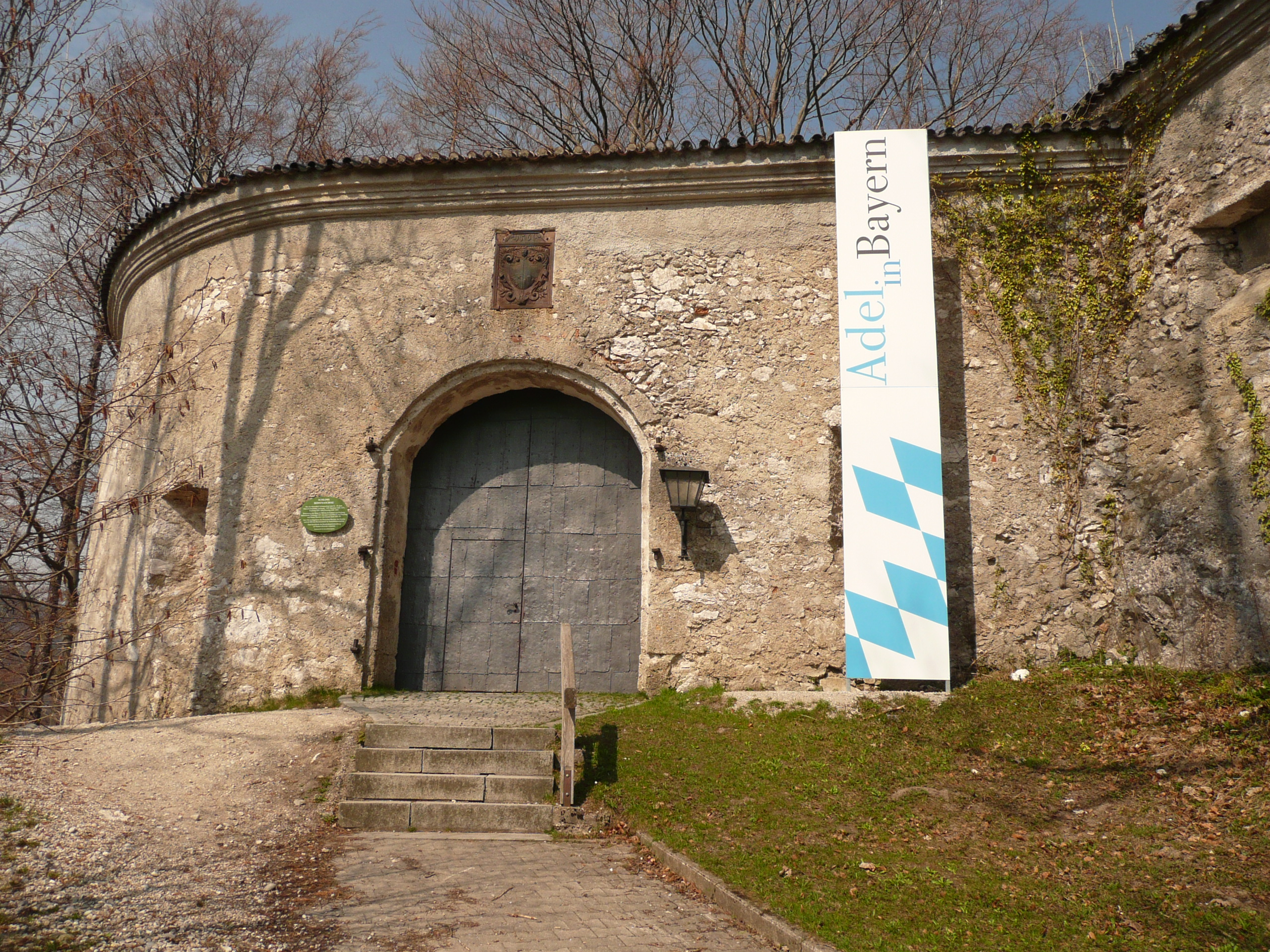
Tor zur Vorburg, darüber das Wappen Pankraz von Freybergs

Unter der Herrschaft der wohlhabenden und einflussreichen Freiherren von Freyberg von 1374 bis 1606 erlebte die Burg Hohenaschau einen umfangreichen Ausbau, und die Herrschaft Hohenaschau einen bedeutenden wirtschaftlichen Aufschwung. Pankraz von Freyberg konnte neben anderen kleineren Ländereien schließlich 1529 die Besitzungen des Erzbistums Salzburg im Priental kaufen. Er baute auch die Burg im Stil der Renaissance aus und um. Wegen seiner Hinwendung zum Protestantismus war er, obgleich er hoher Hofbeamter gewesen war, zeitweise vom bayerischen Herzog Albrecht V. gefangen genommen und starb 1565 in der Verbannung auf der Burg. Sein Sohn Wilhelm starb 1606 ohne männlichen Nachfolger. Die Datierung des Überganges der Burg auf das folgende Adelsgeschlecht ist etwas unklar, erfolgte jedoch wohl nicht sogleich, sondern erst 1608 oder 1610.

### Herrschaft der Preysinger

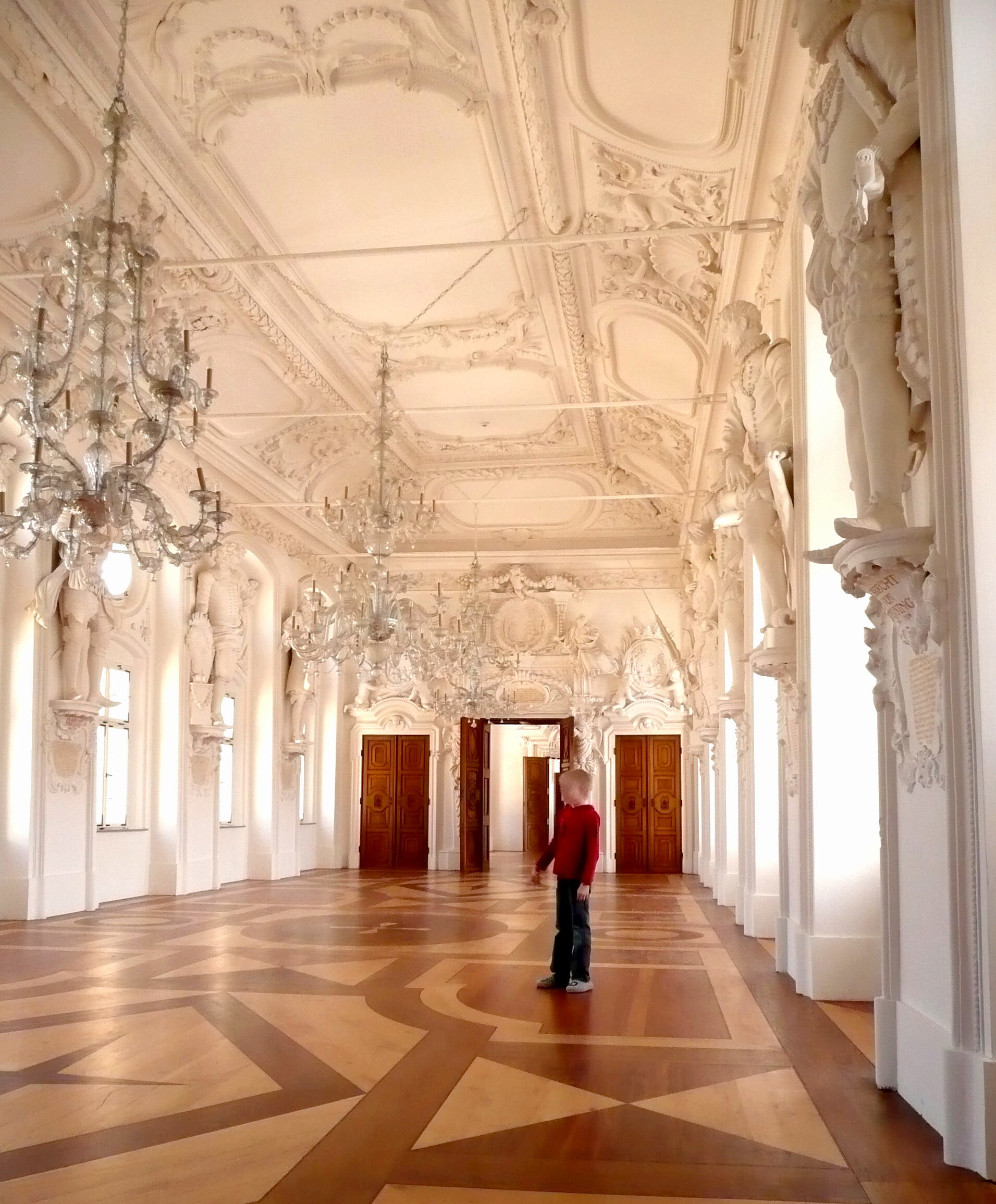
Ahnensaal im Südflügel

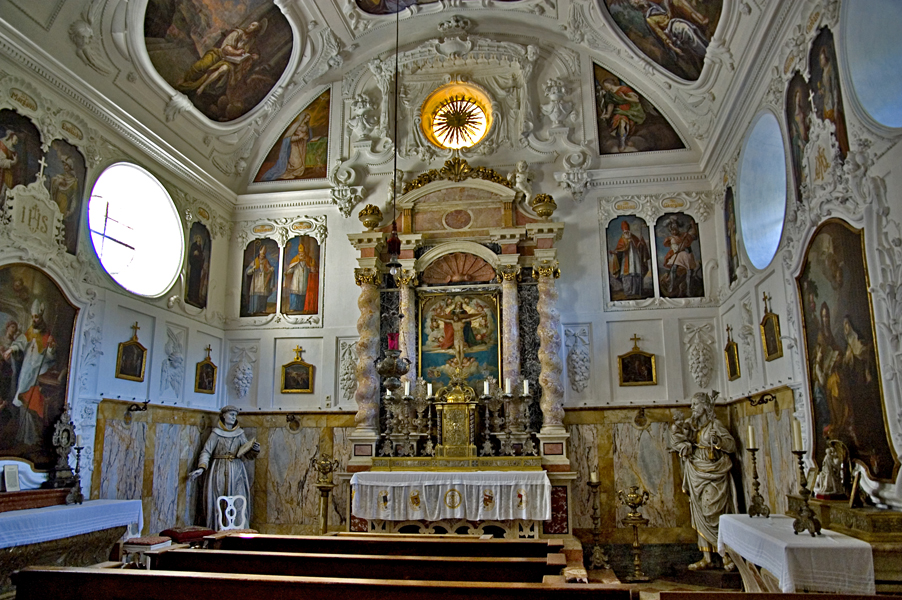
Die barocke Schlosskapelle

Nach Aussterben der männlichen Line der Freyberger kam das Schloss und die Herrschaft Hohenaschau durch Heirat Benigna von Freybergs mit Johann Christoph von Preysing in den Besitz der Freiherren von Preysing (ab 1664 Grafen). Diese erweiterten den Besitz und bauten das Schloss zum Mittelpunkt der Verwaltung ihrer Herrschaft aus. Bei den Um- und Erweiterungsbauten des Schlosses im Stil des Hochbarocks (1672 bis 1686) wurde der Festsaal im Südflügel der Burg und die barocke Schlosskapelle mit Benefiziatenhaus in der Vorburg geschaffen. Die Maler Joseph Eder und Jakob Carnutsch gestalteten für Max II. von Preysing-Hohenaschau 1686/87 den mit Veduten römischer Gärten vom Boden bis zur Kassettendecke üppig bemalten Speisesaal („Lauber-Stube“) der Grafen.
Für das Geschlecht der Preysinger war Hohenaschau jedoch nur eine Residenz unter vielen. Die alte Ritterburg entsprach schon Ende des 18. Jahrhunderts anscheinend nicht mehr dem Geschmack des vorletzten Grafen und der Unterhalt wurde vernachlässigt.
Die Burg wurde zweimal militärisch angegriffen. 1704 im Spanischen Erbfolgekrieg wurde sie nach achttägiger Belagerung und Beschießung übergeben und geplündert. 1809 kam es erneut, jedoch ohne Kämpfe, zur Plünderung der Burg durch aufständische Tiroler. Dadurch gingen viele Einrichtungsgegenstände und ein Großteil der Rüstkammer verloren.

### Niedergang
Mit der Aufhebung der adligen Herrschaftsrechte im Königreich Bayern 1848 verlor die Burg endgültig ihre Bedeutung als Verwaltungssitz. Nach dem Aussterben des Geschlechtes der Preysinger 1853 wechselte das Schloss mehrmals den Besitzer. Dabei ging das gesamte verbliebene Mobiliar verloren. Da die Besitzer oft nur an den zum Schloss gehörenden Ländereien interessiert waren, verfiel das Gebäude.
Das Hohenaschauer Archiv konnte 1866 durch den bayerischen Staat für das Staatsarchiv erworben und so gerettet werden. Es gilt als „eines der wertvollsten und reichhaltigsten Herrschaftsarchive in den staatlichen bayerischen Archiven“.

### Besitz der Familie Cramer-Klett
Schließlich erwarb 1875 der Industrielle Theodor von Cramer-Klett die Herrschaft und das Schloss anlässlich der Geburt seines Sohnes Theodor jun., um für ihn und seine Nachkommen ein Familienfideikommiss zu errichten. Danach erfolgten umfangreiche bauliche Veränderungen. Vor allem sein Sohn erweiterte und modernisierte den Bau erheblich. Die Umbauten in den Jahren 1905 bis 1908 erfolgten nach Plänen des Architekten Max Ostenrieder. Er löste die Schwierigkeiten durch den Bau eines neuen Kavalierbaus an der Südseite, von dem aus ein Treppen- und Aufzugsturm den Übergang zur alten Burg ermöglicht.
Während des Ersten Weltkrieges stellte von Cramer-Klett das Schloss als Lazarett zur Verfügung. Bei Kriegsende 1918 errichtete er in Hohenaschau auch ein „Krüppelheim“. Der später als Leibarzt Heinrich Himmlers bekannt gewordene Karl Gebhardt betrieb zwischen 1926 und 1933 ein „Lehrlingsübungslager“ in Hohenaschau, das er mit einem Stab von Krankengymnastinnen und Sportlehrern führte. Noch bis 1942 gehörte das Schloss der Familie von Cramer-Klett, dann war Ludwig Benedikt von Cramer-Klett wegen finanzieller Probleme gezwungen, das Schloss an das Deutsche Reich zu verkaufen. Es diente bis Kriegsende als Erholungsheim der Kriegsmarine. Nur die Schlosskapelle befindet sich noch im Besitz der Familie.

#### Schlossbibliothek

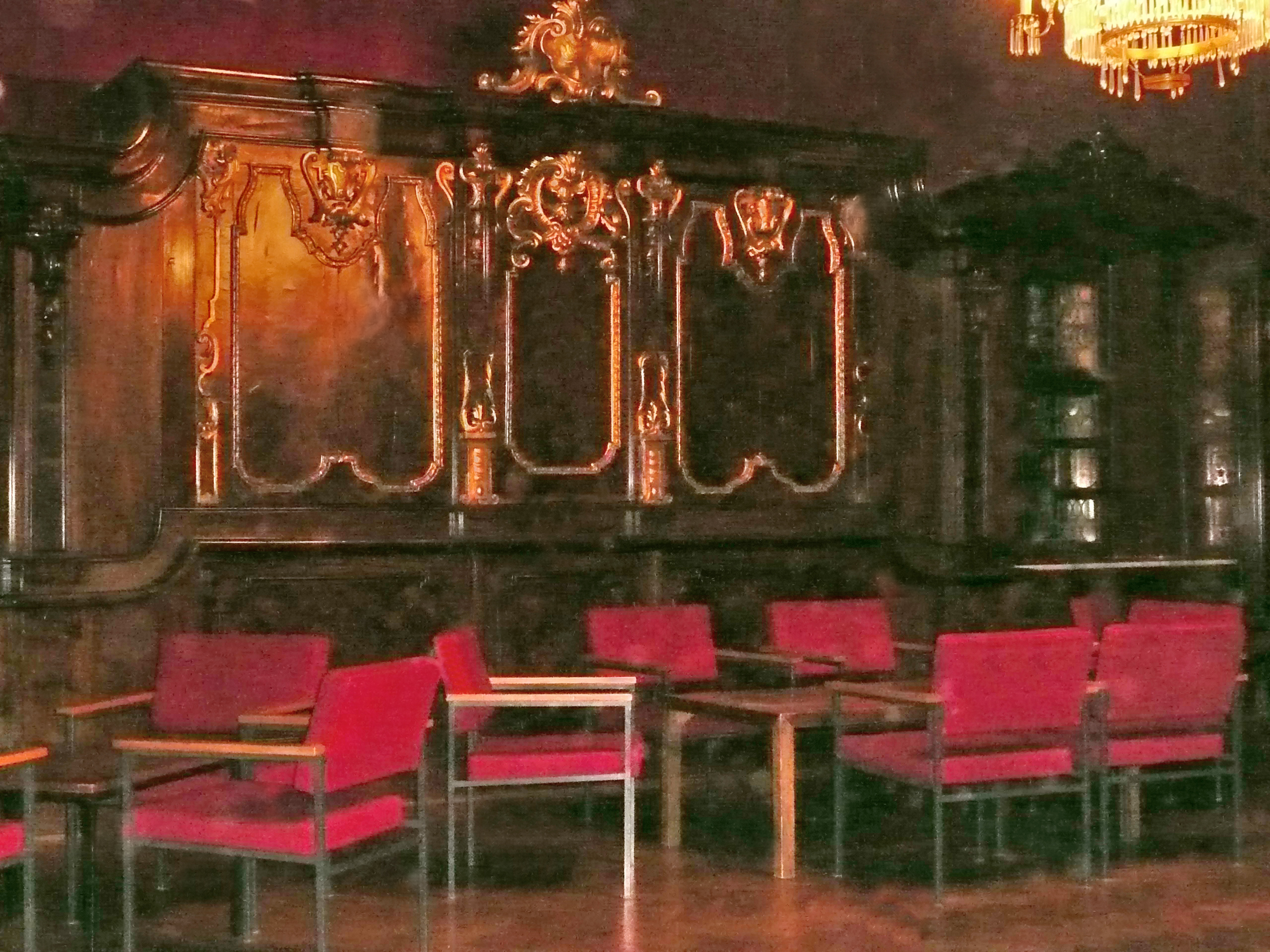
Ehemaliger oberer Bibliothekssaal

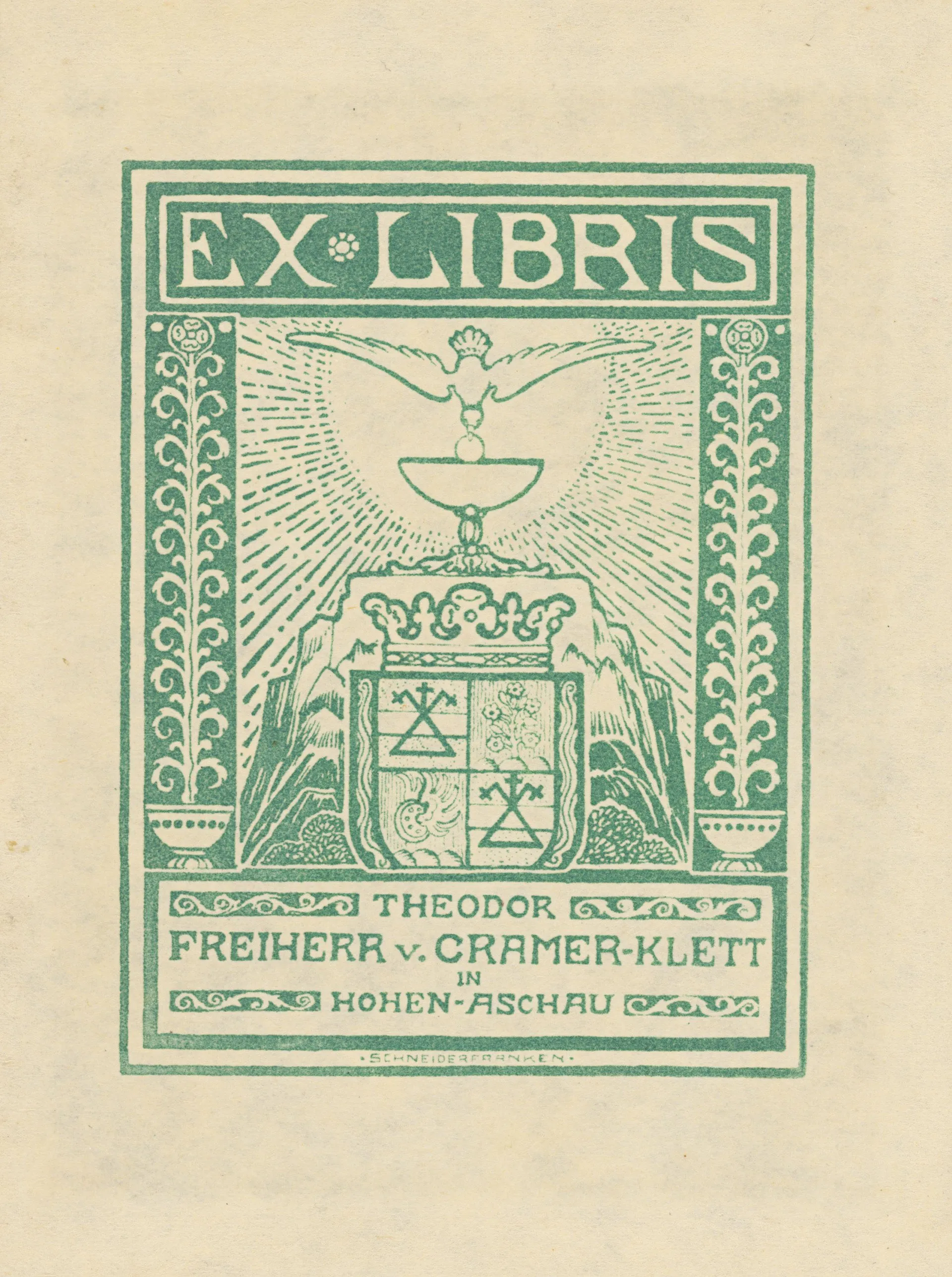
Exlibris der Schlossbibliothek

Von um 1900 bis zum Beginn des Ersten Weltkriegs, also in relativ kurzer Zeit, trug Theodor von Cramer-Klett eine bemerkenswerte Kunst- und Büchersammlung zusammen. Die Bibliothek brachte er in zwei übereinander angeordneten Sälen unter. Der obere Raum war ein Gemach von 8 m Breite, 9 m Länge und 4 m Höhe. Der Plafond stammt aus dem 16. Jahrhundert. Die bis heute an Ort und Stelle erhaltenen Bücherschränke sind italienisches Rokoko und aus einem früheren Chorgestühl gefertigt. In den Schränken waren Sammel- und Prachtwerke, Folianten, die aus ca. 10.000 Blättern bestehende Kunstsammlung, die Belletristik und die Manuskripte untergebracht. Der Ofen, schweizerischer Herkunft, ist eine Arbeit des 18. Jahrhunderts. Der untere Bibliothekssaal war heller und freundlicher gehalten. Die Schlossbibliothek umfasste 1915 ungefähr 6000 Werke mit etwa 18.000 Bänden, Broschüren, Flugblätter und Autographen nicht eingerechnet. Cramer-Klett sammelte vor allem Handschriften, Monastica und Theologie, Klassische Philologie und Altertumswissenschaft, Deutsche Literatur, Geschichte, Kulturgeschichte und Memoiren, Geographie, Länder- und Völkerkunde, Bavarica und Monacensia, Kunstblätter und Autographen. Cramer-Klett ließ sich von Joseph Anton Schneiderfranken ein Exlibris anfertigen. Ab den 1950er Jahren wurde die Bibliothek veräußert. Eins der Spitzenstücke, ein Beda-Venerabilis-Codex aus der Reichsabtei St. Maximin in Trier, das Cramer-Klett 1902 aus der Bibliothek von Joseph Görres erworben hatte, gelangte 1954 erst in die USA, dann in die Sammlung Ludwig, mit dieser an das Getty Museum und kam schließlich mit Hilfe der Kulturstiftung der Länder 1990 zurück nach Trier. Eine karolingische Sammelhandschrift, ebenfalls aus St. Maximin und über die Sammlung Görres nach Hohenaschau gekommen, gelangte über den US-amerikanischen Sammler Harrison Horblit in die Houghton Library der Harvard University und ist nun Harvards früheste westliche Handschrift.

### Heutige Nutzung

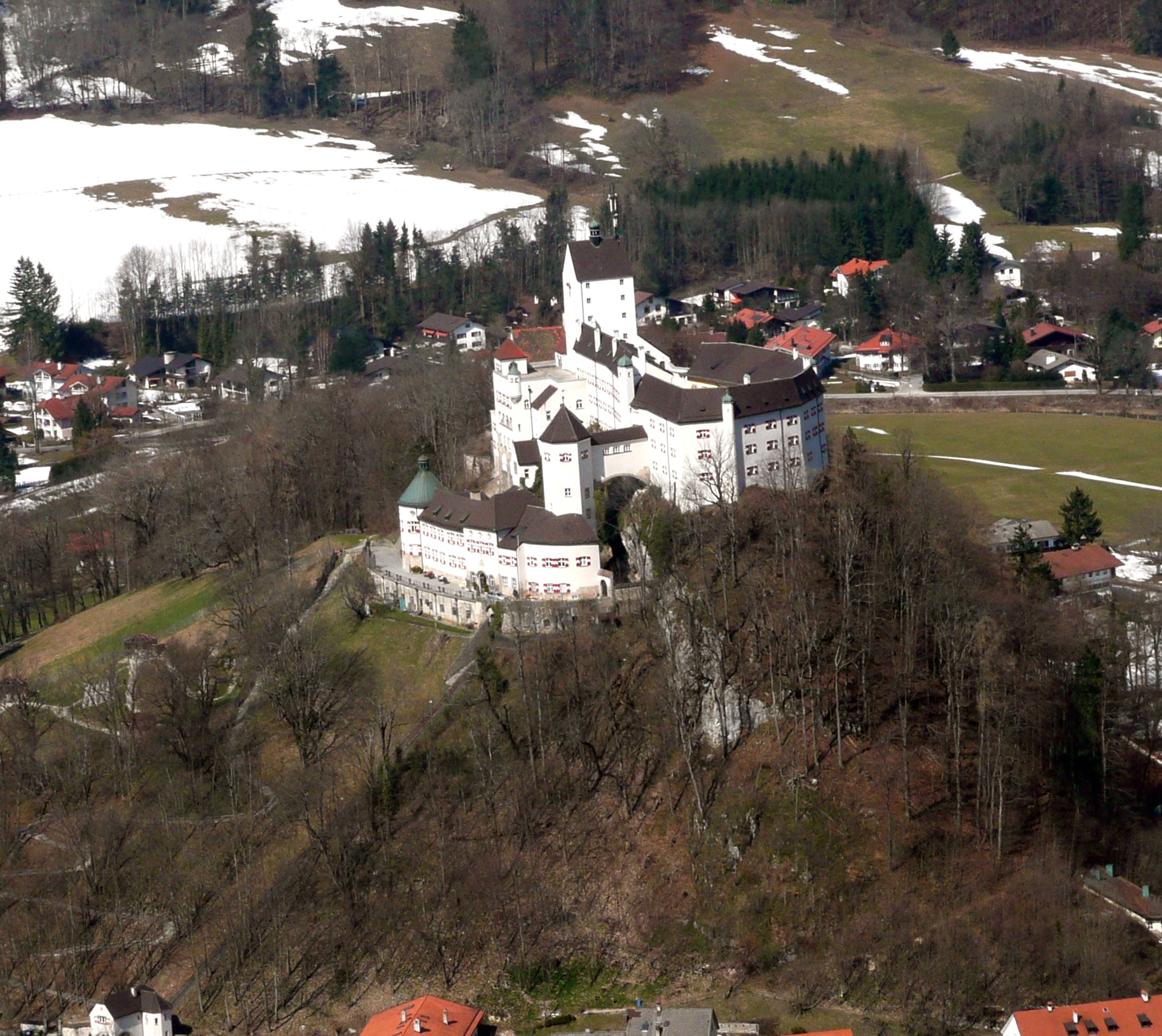
Das Schloss aus überhöhter Position gesehen

Nach dem Krieg blieb das Schloss in staatlichem Besitz und gehört damit der Bundesrepublik Deutschland. Seit 2005 ist es im Bestand der Bundesanstalt für Immobilienaufgaben. Der Großteil des Schlosses ist seit 1960 an das Sozialwerk der Bundesfinanzverwaltung vermietet und wird vor allem als Ferien- und Erholungsheim genutzt. Im Sommer werden Führungen durch das Schloss angeboten. Die Kapelle und der Ahnensaal werden zu besonderen Anlässen genutzt. Im ehemaligen Benefiziatenhaus wurde 1988 das Priental-Museum eröffnet. Die Gebäude des Schlosses wurden zuletzt ab 2006 saniert. 2008 fand im Schloss Hohenaschau die Bayerische Landesausstellung „Adel in Bayern“ statt.